# Menindee
Menindee es una pequeña ciudad en el lejano oeste de Nueva Gales del Sur, Australia, en el condado central de Darling, a la orilla del río Darling con una población de casi mil personas en el censo de 2011.

## Historia
Menindee es el más antiguo asentamiento europeo en el oeste de Nueva Gales del Sur, y la primera ciudad que se estableció a la ribera del río Darling. El primer europeo en visitar el área fue el explorador Thomas Mitchell en 1835. Fue seguido por Charles Sturt en 1844, y fue una base en la expedición de Burke y Wills de 1860.

### Burke y Wills
La expedición de Burke y Wills acampó en Menindee en su viaje a través de Australia desde Melbourne hasta el golfo de Carpentaria. Llegaron a este lugar el 14 de octubre de 1860 cruzando el río Darling. En este punto, hubo disconformidades en el equipo y Robert O'Hara Burke lo abandonó en dirección hacia el arroyo Cooper, liderando a la mitad de los hombres y ganado. Los hombres restantes construyeron un almacén en las cercanías del arroyo Pamamaroo.